# Йохан Антон фон Лайнинген-Вестербург
Йохан Антон фон Лайнинген-Вестербург (на немски: Johann Anton zu Leiningen-Westerburg; * 15 януари 1655; † 2 октомври 1698 във Вецлар) е граф на Лайнинген-Вестербург в Шадек-Клееберг.
Той е син на граф Георг Вилхелм фон Лайнинген-Вестербург (1619 –1695) и съпругата му графиня София Елизабет фон Липе-Детмолд (1626 – 1688), дъщеря на граф Симон VII фон Липе и втората му съпруга графиня Мария Магдалена фон Валдек-Вилдунген. Братята му са Симон Филип (1646 – 1676, убит в дуел в Грюнщат), Фридрих Вилхелм (1648 – 1688), Христоф Христиан (1656 – 1728), Хайнрих Христиан Фридрих Ернст (1665 – 1702) и Георг II Карл Рудолф (1666 – 1726).
Йохан Антон умира на 2 октомври 1698 г. на 43 години във Вецлар, Хесен-Гисен.

## Фамилия
Йохан Антон се жени на 13 февруари 1692 г. за графиня Кристина Луиза фон Сайн-Витгенщайн-Фалендар (* 1673; † 25 февруари 1745), дъщеря на граф Фридрих Вилхелм фон Сайн-Витгенщайн-Фалендар (1647 – 1685) и графиня Шарлота Луиза фон Лайнинген-Дагсбург-Харденбург (1653 – 1703), дъщеря на граф Фридрих Емих фон Лайнинген-Дагсбург-Харденбург († 1698). Те имат две деца:
- Георг Фридрих (1693 – 1708), граф на Лайнинген-Вестербург в Шадек
- София Шарлота (1695 – 1762), омъжена на 31 март 1712 г. в Гедерн за граф Кристиан Ернст фон Щолберг-Вернигероде (1691 – 1771)